# Theotônio dos Santos
Theotônio dos Santos Júnior (Carangola, 11 de novembro de 1936 - Rio de Janeiro, 27 de fevereiro de 2018) foi um economista brasileiro. Está entre os formuladores da teoria da dependência e um dos principais expoentes da teoria do sistema-mundo.
Bacharel em sociologia e política pela Universidade Federal de Minas Gerais e mestre em Ciência Política pela Universidade de Brasília, obteve a titulação de notório saber (equivalente ao grau de doutor) em economia, concedida pela Universidade Federal de Minas Gerais e pela Universidade Federal Fluminense, da qual era professor emérito. Foi também  coordenador da Cátedra UNESCO em Economia Global e Desenvolvimento Sustentável  e da Universidade das Nações Unidas (UNU) sobre economia global e desenvolvimento sustentável.
Entre seus aportes teóricos mais destacados à economia e às ciências sociais estão a contribuição à formulação geral do conceito de dependência, à periodização das diversas fases da dependência na história da acumulação capitalista mundial, à caracterização das estruturas internas dependentes e a definição dos mecanismos reprodutivos da dependência. Trabalhou também sobre a teoria dos ciclos, a dinâmica de longo prazo do capitalismo e a teoria do sistema-mundo. Outra contribuição teórica sua foi a formulação do conceito de  "civilização planetária".
Autor de 38 livros, coautor ou colaborador de outros 78, publicou cerca de 150 artigos em revistas científicas, além de colaborar com diversos periódicos voltados ao público em geral. Seus trabalhos foram publicados em 16 línguas.

## Vida

### Juventude
Embora nascido em Carangola em 11 de novembro de 1936, só foi registrado oficialmente em 11 de janeiro de 1937. Entre 1958 e 1961 graduou-se em sociologia, política e administração pública na Faculdade de Economia da Universidade Federal de Minas Gerais (UFMG).
Entre 1960 e 1964 estudou sistematicamente o marxismo, incluindo com grupo de estudos. Participa do movimento estudantil secundarista e universitário, inclusive ingressando no Diretório Central dos Estudantes da UFMG. Sua participação nos movimentos sociais estende-se até 1966, em clandestinidade a partir do Golpe de 1964. Participa da POLOP, desde sua fundação em 1961 organização que faz críticas ao stalinismo, corrente marxista hegemônica da esquerda brasileira.Na época participou do PSB, que aglutinou em suas fileiras os militantes da polop.

### Amadurecimento e primeira fase acadêmica
Ao começar o mestrado em Ciência Política, em Brasília, Theotônio inicia uma linha de investigação sobre a estrutura das classes dominantes no Brasil, na que se propõe a revelar os termos da complexidade da formação social brasileira e que culmina em sua tese intitulada As Classes Sociais no Brasil: Primera Parte – Os Proprietários, terminada em 1964.
Em Brasília, nos anos 1960, como professor da Universidade de Brasília (UnB), inicia – ao lado de Ruy Mauro Marini, Luís Fernando Victor, Teodoro Lamounier, Albertino Rodríguez, Perseu Abramo e Vania Bambirra – um seminário de leitura de O Capital, que posteriormente se reorganizou no Chile e reuniu ali representantes das mais importantes tendências interpretativas da obra fundamental de Karl Marx.
A UnB representou o amadurecimento da primeira fase de seu pensamento. Supera a posição eminentemente crítica dos marcos do pensamento formulados tanto pelo nacional-desenvolvimentismo cepalino (CEPAL), isebiano (ISEB) ou marxista (ligado ao PCB), como pelo liberalismo do imperialismo inglês das elites agro-exportadoras, ou inclusive pelas teorias de modernização associadas ao imperialismo estadounidense, para assentar as bases de um paradigma próprio de pensamento social que culmina com o estabelecimento de uma teoria marxista da dependência, que proporcionará novos parâmetros para se teorizar sobre a realidade brasileira e mundial.
Com o Golpe de 1964, teve seus direitos políticos cassados, entrou na clandestinidade e acabou se exilando, em 1966, no Chile, onde vários outros intelectuais brasileiros também buscaram refúgio.

### Exílio no Chile e direção do CESO
Depois do Golpe Militar, esteve dois anos clandestino no Brasil na direção da POLOP. Exilou-se no Chile em 1966, onde se vinculou ao CESO (Centro de Estudos Sócio-Econômicos da Faculdade de Economia da Universidade do Chile), reunindo vários cientistas sociais chilenos, brasileiros e de outros países latino-americanos para estudar o imperialismo e seus impactos nas sociedades dependentes. Torna-se em seguida diretor do CESO.
Foi aí que a pesquisa sobre dependência tomou maior fôlego, constituindo, assim, a fase de auge da teoria da dependência, com a publicação de inúmeros livros, relatórios e artigos, bem como da revista Chile Hoy. Durante esta fase, Theotônio dos Santos e os intelectuais da teoria da dependência terão participação fundamental na política agitada do Chile, influenciando, inclusive, o programa dos partidos políticos como o MIR e a frente de partidos do governo Salvador Allende, a "Unidad Popular".

### O segundo exílio
O golpe militar de 1973, que derruba o governo Salvador Allende, faz com que Theotônio dos Santos se exile pela segunda vez, indo para o México em 1974, onde se torna professor titular da Divisão de Pós-graduação de Economia da Faculdade de Economia e Filosofia da Universidad Nacional Autonóma de México (UNAM). Em 1975 é nomeado coordenador do Doutorado em Economia e, em 1978, chefe da Divisão de Pós-graduação da UNAM. É diretor do Departamento do Seminário Permanente sobre América Latina (SEPLA) naquele país.
Nessa fase da vida acadêmica, a partir das bases estabelecidas pela teoria da dependência, dedica-se à elaboração de uma "teoria do sistema mundial", que vislumbra como uma fase superior da teoria da dependência, para a qual retoma um trabalho já iniciado no CESO e que havia sido, em grande parte, destruído pela repressão chilena. Theotônio dos Santos passa a tratar a ideia de desenvolvimento do sistema mundial capitalista combinando com os ciclos de longo prazo de Nikolai Kondratiev (as ondas longas ou ciclos de Kondratiev), aproximando-se da teoria dos ciclos sistêmicos de acumulação, também trabalhada por André Gunder Frank, Giovanni Arrighi, Samir Amin e Wallerstein.

### Volta ao Brasil
Com a Anistia, volta ao Brasil em 1980, participa da organização do Partido Democrático Trabalhista (PDT), que se pauta programaticamente pelo socialismo. Será um dos membros do grupo fundador do PDT, ainda em 1979, participando do Encontro de Lisboa.  Apresenta-se como candidato a governador de Minas Gerais nas eleições de 1982 e a deputado federal constituinte em 1986, ambas sem sucesso.
Durante os anos 1980, Theotônio reforça seus vínculos com a ONU, convertendo-se em consultor da Universidade das Nações Unidas (UNU) e da UNESCO. Nessa década, Theotônio se converte em presidente da Associação Latino-Americana de Sociologia (ALAS), em membro do conselho executivo da Associação Latino-americana de Política Científica e Tecnológica, consultor do Sistema Econômico Latino-Americano (SELA) e diretor de estudos da Maison des Sciences de l'Homme da Universidade de Paris I.
No Brasil, depois de uma breve passagem pela PUC-MG, onde se malogra seu projeto de criação de um centro de investigações sobre desenvolvimento apoiado pela FLACSO e se integra à Faculdade de Ciências Econômicas (FACE) da UFMG, com o apoio do CNPq. Assume em 1983 a direção de treinamento da FESP-RJ, onde estrutura um sistema de pré e pós-graduação mediante o qual estabelece uma ampla rede de contatos com cientistas de todo o mundo. Em 1985 se torna Doutor em Economia, por Notório Saber, na UFMG, e, em 1986, Professor Titular. Em 1988 pode reintegrar-se à Universidade de Brasília, devido à Lei da Anistia. Em 1994 torna-se Professor Titular da Universidade Federal Fluminense (UFF).
Na década de 1990, assume o conselho diretivo do Programa de Pós-graduação em Ciência Ambiental da UFF. Secretário de Assuntos Internacionais do Governo do Estado do Rio de Janeiro. Coordenador do GREMIMT-UFF (Grupo de Estudos sobre Economia Mundial, Integração Regional e Mercado de Trabalho da Universidade Federal Fluminense). Professor da UFF nos Programas de Pós-Graduação em Relações Internacionais e da Pós-Graduação em Estudos Estratégicos.
Pouco antes do segundo turno das eleições presidenciais de 2010, escreve uma carta aberta ao seu velho amigo, o ex-presidente Fernando Henrique Cardoso, em resposta à carta aberta escrita por este ao então presidente Lula. Na mensagem, Theotônio dos Santos afirma, entre outras coisas, que é um mito considerar que o governo de FHC foi um êxito econômico a partir do fortalecimento do Real. Uma de suas conclusões é que "o plano real não derrubou a inflação e sim uma deflação mundial que fez cair as inflações no mundo inteiro". De acordo com Theotônio, a inflação brasileira continuou sendo uma das maiores do mundo durante o governo de Fernando Henrique. Para o economista, "o real foi uma moeda drasticamente debilitada [...] De maneira suicida, ela foi mantida artificialmente com um alto valor que levou à crise brutal de 1999".

### Outras atividades
Foi também professor emérito da UFF, Presidente do CEPPES (Centro de Educação Popular e Pesquisas Econômicas e Sociais), Coordenador de Cátedra da UNU e da Rede da UNESCO em economia global e desenvolvimento sustentável e membro do corpo editorial do jornal Monitor Mercantil.
Foi ainda professor das seguintes universidades, Universidade Norte de Illinois, Universidade do Estado de Nova York, Pontifícia Universidade Católica do Rio de Janeiro, Instituto Metodista Bennett do Rio de Janeiro, Universidade de Kyoto no Japão e Maison de Sciences de l'Homme na França. Recebeu os títulos de Doutor honoris causa da Universidad Nacional Mayor de San Marcos (Lima, Peru) e Decano da Universidade das Américas e da Universidad Ricardo Palma (Lima).

## Morte
Theotônio dos Santos faleceu em 27 de fevereiro de 2018, aos 81 anos, em consequência de um câncer de pâncreas.

## Pensamento e obras

### Teoria da dependência
Theotônio dos Santos é conhecido pela sua conceitualização da nova dependência, que compreende o período de domínio das multinacionais após a II Guerra Mundial. Theotônio dos Santos, ao lado de intelectuais como Ruy Mauro Marini, André Gunder Frank e Vania Bambirra, formulou a teoria da dependência, surgida na década de 1960, sendo uma leitura crítica, marxista não-dogmática, dos processos de reprodução do subdesenvolvimento na periferia do capitalismo.
A explicação da “dependência” e a produção intelectual dos autores influenciados por essa perspectiva analítica obtiveram ampla repercussão na América Latina no final da década de 1960 e começo da de 1970, quando ficou evidente que o desenvolvimento econômico não se dava por etapas, um caminho que bastaria ser trilhado para que os resultados pudessem ser alcançados.
Para a teoria da dependência, a caracterização dos países em "atrasados" decorre da relação do capitalismo mundial de dependência entre países "centrais" e países "periféricos". A dependência expressa subordinação, ideia de que o desenvolvimento desses países está submetido (ou limitado) pelo desenvolvimento de outros países e não era forjada pela condição agrário-exportadora ou pela herança pré-capitalista dos países subdesenvolvidos, mas, sim, pelo padrão de desenvolvimento capitalista do país conjugada com sua inserção no capitalismo mundial dada pelo imperialismo.
A superação do subdesenvolvimento passaria pela ruptura com a dependência, e não pela modernização e industrialização da economia, que, ao contrário, poderia aumentar, inclusive, a dependência. Logo, o combate à dependência deve implicar a ruptura com o imperialismo e, até mesmo, com o próprio capitalismo.

### Produção intelectual
No Chile, Theotônio dos Santos publicou, em 1969, "Socialismo o Fascismo: el dilema latinoamericano", livro que fez despontar a “teoria da dependência” no debate nas ciências sociais. A obra é um desenvolvimento de manuscrito anterior, feito ainda no Brasil e mimeografado pelo CESO, em 1966, intitulado "Crisis económica y crisis política". Na edição de 1972, ganharia o título de "Socialismo o fascismo: el nuevo carácter da dependencia y el dilema latinoamericano", tendo sido fundido com o "O novo caráter da dependência", de 1967.
Em 1978, durante um novo exílio no México, iniciado em 1974, Theotônio dos Santos edita "Imperialismo y dependencia", que consolida toda a sua produção dessa fase. O livro resulta de uma reescrita de três livros publicados anteriormente - "La crisis norteamericana y América Latina", "Dependencia y cambio social" e "Imperialismo y corporaciones multinacionales", incorporando os resultados de novos estudos sobre a conjuntura internacional e novos capítulos de discussão teórica que tentam responder às confusas críticas feitas à "teoria da dependência".
Dava-se prosseguimento à linha de trabalho dos momentos finais do CESO que antecederam o golpe militar (1973), que consistia tanto na tentativa de dar uma visão do capitalismo dependente, com categorias mais abstratas, como trabalhá-lo dentro dos marcos do imperialismo, tratando-o, por sua vez, como um sistema mundial. Estudava-se, assim, o capitalismo mundial como um todo, um único modo de produção capitalista, mas com três formações sociais que lhe servem de base desta economia mundial: o capitalismo contemporâneo, o socialismo e os países das economias dependentes. Reafirmava que a teoria da dependência seria a versão complementar da Teoria do Imperialismo - formulada por Lênin, Kaustki, Rosa Luxemburgo, Trótski e Bukharin nas primeiras décadas do século XX. Enquanto esta abordava o centro do capitalismo, aquela abordava os países capitalistas periféricos.
Após regressar ao Brasil, nos primeiros anos da transição democrática, aborda o lugar dos elementos científicos-técnicos nas transformações mundiais com a trilogia de obras: "Forças produtivas e relações de produção: um ensaio introdutório",  seguida de "Revolução científico-técnica e capitalismo contemporâneo" e finalizada com "Revolução científico-técnica e acumulação de capital".
Aborda especificamente a realidade brasileira em “A evolução histórica do Brasil”, em que analisa a história sócio-política e sócio-econômica do País a partir da abordagem da teoria da dependência, bem como a crise do desenvolvimentismo brasileiro. Escrito originalmente em 1972, será reescrito em 1976 e publicado ao público mexicano onde incorporará a crise do Milagre econômico brasileiro e ainda reescrito novamente em 1993 ganhando o nome de "Evolução histórica do Brasil: da colônia à crise da Nova República".
A partir de meados da década de 1990, publicou uma trilogia iniciada com o livro "Teoria da Dependência: balanços e perspectivas", que foi seguido, em 2000, por "Economia mundial, integração regional e desenvolvimento sustentável" (também conhecido como "Economia mundial e integração latino-americana"). A trilogia se conclui com "Do terror à esperança: auge e decadência do neoliberalismo", de 2004. Theotônio dos Santos consolida sua transição teórica da teoria da dependência à teoria do sistema-mundo, iniciada ao longo das duas décadas anteriores, e reafirma-se como um dos maiores autores dessa linha acadêmica das ciências sociais contemporâneas.

### Da teoria da dependência à teoria do sistema mundo
Ao fim da década de 1970 e ao longo da década de 1980, Theotônio dos Santos faz um trânsito sem rupturas à teoria do sistema-mundo. Nesse percurso, a teoria da dependência não passa a negar ou substituiu a tese teórica central da dependência, ou conclua a possibilidade alternativa de uma "dependência negociada" (vide Fernando Henrique Cardoso), mas passa a incorporar novos aspectos, dimensões e elementos que levaram à formalização teórica que vai além dos limites da teoria da dependência, incorporando nesta, juntamente com a dependência em si, em uma análise global da acumulação, em que também se preocupa, na trajetória do desenvolvimento do capitalismo nacional, a analisar a dinâmica macroeconômica, os elementos das determinações (políticas, sociais e econômicas) no desenvolvimento e na dinâmica e o papel do sistema mundial.